# Вико дел Гаргано
Вико дел Гаргано (итал. Vico del Gargano) је насеље у Италији у округу Фођа, региону Апулија.
Према процени из 2011. у насељу је живело 7284 становника. Насеље се налази на надморској висини од 444 м.

## Становништво
| 1931.  | 1936. | 1951. | 1961. | 1971. | 1981. | 1991. | 2001. | 2011. |
| ------ | ----- | ----- | ----- | ----- | ----- | ----- | ----- | ----- |
| 10.065 | 8.809 | 9.426 | 9.243 | 8.589 | 8.657 | 8.323 | 8.107 | 7.861 |